# 펠리페 카데나시
펠리페 카데나시(스페인어: Felipe Cadenazzi, 1991년 10월 12일 ~ )는 아르헨티나의 축구 선수로 공격수로 활동 중이다. K리그 등록명은 까데나시였다.

## 클럽 경력
2022 시즌을 앞두고 서울 이랜드 FC에 입단했다. 2022년 2월 20일에 열린 경남 FC와의 K리그2 개막전 경기에서 후반전에 교체 투입되어 헤딩골로 데뷔골을 만들었다. 5월 17일에 열린 김포 FC와의 홈경기에서 페널티킥을 성공시키며 팀에서의 2번째 골과 팀의 목동운동장에서의 첫 번째 골을 기록했다.